# Junior Eurovisiesongfestival 2003
Het Junior Eurovisiesongfestival 2003 was de eerste editie van het Junior Eurovisiesongfestival, het Eurovisiesongfestival voor jongeren van 8 tot 15 jaar. Het werd georganiseerd op 15 november 2003 in Kopenhagen. Het programma werd gepresenteerd door Camilla Ottesen en Remee en werd gewonnen door de elfjarige Dino uit Kroatië. Hij schonk zijn land de overwinning met zijn liedje Ti si moja prva ljubav.
Het was het eerste Songfestival dat werd uitgezonden in het 16:9 breedbeeld formaat. Het was ook het eerste Songfestival waarvan een dvd zou worden verspreid.
Zestien landen namen deel aan het eerste Junior Eurovisiesongfestival. Oorspronkelijk zouden er 22 landen meedoen. Duitsland, Oostenrijk, Slowakije, Frankrijk, Estland en Turkije trokken zich vroegtijdig terug. Na een spannende puntentelling trok Kroatië uiteindelijk aan het langste eind, gevolgd door Spanje en het Verenigd Koninkrijk. Polen werd laatste op deze eerste editie, wat het land nogmaals zou worden het volgende jaar.
België werd vertegenwoordigd door de groep X!NK met hun lied De vriendschapsband, Nederland werd door Roel vertegenwoordigd met Mijn ogen zeggen alles. België eindigde op de zesde plaats, Nederland werd elfde.

## Resultaten
| Plaats | Land                | Taal         | Artiest            | Lied                   | Punten |
| ------ | ------------------- | ------------ | ------------------ | ---------------------- | ------ |
| 1      | Kroatië             | Kroatisch    | Dino Jelušić       | Ti si moja prva ljubav | 134    |
| 2      | Spanje              | Spaans       | Sergio             | Desde el cielo         | 125    |
| 3      | Verenigd Koninkrijk | Engels       | Tom Morley         | My song for the world  | 118    |
| 4      | Wit-Rusland         | Wit-Russisch | Volha Satsjoek     | Tantsoej               | 103    |
| 5      | Denemarken          | Deens        | Anne Gadegaard     | Arabiens drøm          | 93     |
| 6      | België              | Nederlands   | X!NK               | De vriendschapsband    | 83     |
| 7      | Malta               | Engels       | Sarah Harrison     | Like a star            | 56     |
| 8      | Griekenland         | Grieks       | Nicolas Ganopoulos | Fili gia panda         | 53     |
| 9      | Letland             | Lets         | Dzintars Čīča      | Tu esi vasara          | 37     |
| 10     | Roemenië            | Roemeens     | Bubu & Co          | Tobele sint vita mea   | 35     |
| 11     | Nederland           | Nederlands   | Roel Felius        | Mijn ogen zeggen alles | 23     |
| 12     | Macedonië           | Macedonisch  | Marija & Victorija | Ti ne me poznavas      | 19     |
| 13     | Noorwegen           | Noors        | 2U                 | Sinnsykt gal forelsket | 18     |
| 14     | Cyprus              | Grieks       | Theodora Rafti     | Efhi                   | 16     |
| 15     | Zweden              | Zweeds       | The Honeypies      | Stoppa mig             | 12     |
| 16     | Polen               | Pools        | Katarzyna Żurawik  | Coś mnie nosi          | 3      |

## Interludium
Het Interludium werd verzorgd door de Sugababes met hun liedje Hole in the head, en door Busted, met Crashed the wedding. Charlie Simpson, een lid van Busted, was echter niet aanwezig; hij gaf aan ziek te zijn. De volgende dag was hij wel aanwezig tijdens een radio-interview in zijn thuisland het Verenigd Koninkrijk, waar hij aangaf dat hij de ziekte gelogen had en niet aanwezig was op het evenement omdat hij het Eurovisiesongfestival haatte.

## Puntentelling
Het stemmen ging via televoting. De deelnemende landen gaven net zoals bij het Eurovisiesongfestival de punten van 1 t/m 8, opgevolgd door 10 en 12. Alle punten werden in het Engels doorgegeven, door kinderen in de desbetreffende landen. Even dreigde de puntentelling in het water te vallen, omdat de vertegenwoordiger van Cyprus in plaats van 10 punten 11 punten zei, waardoor ze de tien punten moest herhalen.

## Scorebord
| Deelnemers          | GR | HR | CY | BY | LV | MK | PL | NO | ES | RO | BE | GB | DK | SE | MT | NL |
| ------------------- | -- | -- | -- | -- | -- | -- | -- | -- | -- | -- | -- | -- | -- | -- | -- | -- |
| Griekenland         |    | 7  | 12 | 1  | 5  | 1  | 1  | 7  | 0  | 5  | 2  | 7  | 1  | 3  | 0  | 1  |
| Kroatië             | 10 |    | 8  | 10 | 8  | 12 | 10 | 12 | 2  | 12 | 8  | 8  | 8  | 8  | 8  | 10 |
| Cyprus              | 12 | 0  |    | 0  | 0  | 0  | 0  | 1  | 0  | 0  | 0  | 3  | 0  | 0  | 0  | 0  |
| Wit-Rusland         | 5  | 12 | 6  |    | 10 | 10 | 12 | 10 | 1  | 7  | 5  | 5  | 4  | 7  | 6  | 3  |
| Letland             | 0  | 5  | 0  | 8  |    | 4  | 3  | 3  | 0  | 1  | 3  | 1  | 0  | 0  | 3  | 6  |
| Macedonië           | 0  | 10 | 0  | 2  | 0  |    | 0  | 0  | 0  | 0  | 0  | 0  | 0  | 1  | 2  | 4  |
| Polen               | 0  | 0  | 0  | 3  | 0  | 0  |    | 0  | 0  | 0  | 0  | 0  | 0  | 0  | 0  | 0  |
| Noorwegen           | 0  | 1  | 0  | 0  | 3  | 2  | 0  |    | 5  | 0  | 0  | 0  | 3  | 4  | 0  | 0  |
| Spanje              | 8  | 8  | 10 | 6  | 12 | 8  | 8  | 6  |    | 8  | 10 | 12 | 6  | 6  | 10 | 7  |
| Roemenië            | 4  | 0  | 5  | 0  | 2  | 5  | 2  | 0  | 6  |    | 6  | 0  | 0  | 0  | 5  | 0  |
| België              | 3  | 6  | 2  | 7  | 4  | 6  | 6  | 4  | 8  | 3  |    | 6  | 7  | 5  | 4  | 12 |
| Verenigd Koninkrijk | 7  | 4  | 7  | 12 | 7  | 3  | 7  | 5  | 10 | 10 | 4  |    | 12 | 10 | 12 | 8  |
| Denemarken          | 6  | 2  | 4  | 5  | 6  | 7  | 5  | 8  | 12 | 6  | 7  | 4  |    | 12 | 7  | 2  |
| Zweden              | 0  | 0  | 1  | 0  | 0  | 0  | 0  | 2  | 3  | 0  | 0  | 0  | 5  |    | 1  | 0  |
| Malta               | 2  | 3  | 3  | 4  | 1  | 0  | 4  | 0  | 7  | 4  | 1  | 10 | 10 | 2  |    | 5  |
| Nederland           | 1  | 0  | 0  | 0  | 0  | 0  | 0  | 0  | 4  | 2  | 12 | 2  | 2  | 0  | 0  |    |

## 12 punten

Deelnemende landen

| Aantal keer 12 | Land                | Gekregen van                   |
| -------------- | ------------------- | ------------------------------ |
| 3              | Kroatië             | Macedonië, Noorwegen, Roemenië |
| 3              | Verenigd Koninkrijk | Denemarken, Malta, Wit-Rusland |
| 2              | Denemarken          | Spanje, Zweden                 |
| 2              | Spanje              | Letland, Verenigd Koninkrijk   |
| 2              | Wit-Rusland         | Kroatië, Polen                 |
| 1              | België              | Nederland                      |
| 1              | Cyprus              | Griekenland                    |
| 1              | Griekenland         | Cyprus                         |
| 1              | Nederland           | België                         |

België · Cyprus · Denemarken · Griekenland · Kroatië · Letland · Macedonië · Malta · Nederland · Noorwegen · Polen · Roemenië · Spanje · Verenigd Koninkrijk · Wit-Rusland · Zweden
2003 · 2004 · 2005 · 2006 · 2007 · 2008 · 2009 · 2010 · 2011 · 2012 · 2013 · 2014 · 2015 · 2016 · 2017 · 2018 · 2019 · 2020 · 2021 · 2022 · 2023 · 2024 · 2025

Zie ook: Eurovisiedansfestival · Eurovisiesongfestival · Eurovision Young Musicians · Eurovision Young Dancers · Eurovision Choir